# Pierio Valeriano
Giovanni Pietro Bolzani Dalle Fosse meglio noto con gli pseudonimi di Pierio Valeriano, Bolzanio Pierio o, semplicemente, Valeriano (Belluno, 3 febbraio 1477 – Padova, 18 giugno 1558) è stato un umanista, teologo e scrittore italiano.

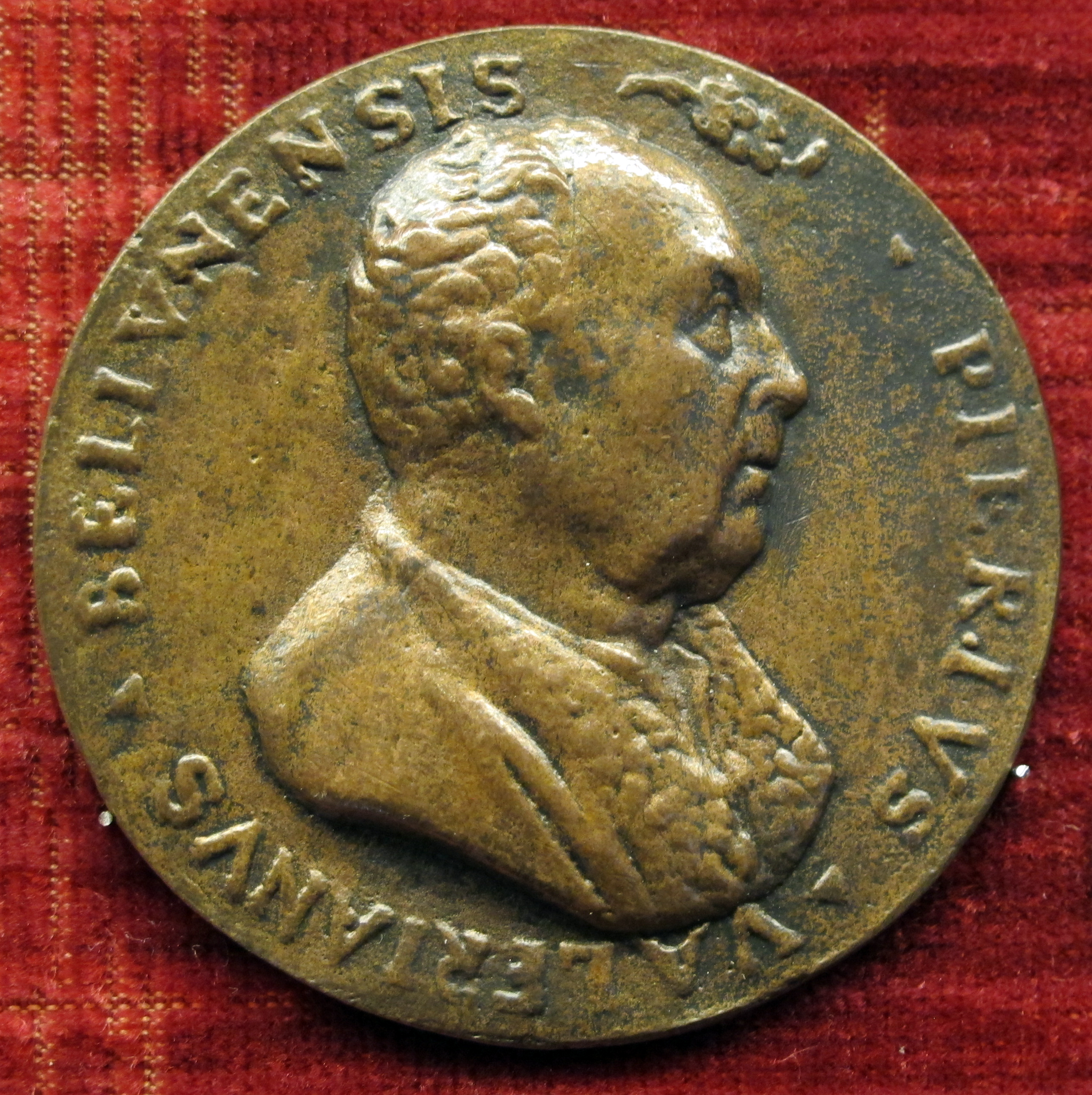
Pierio Valeriano

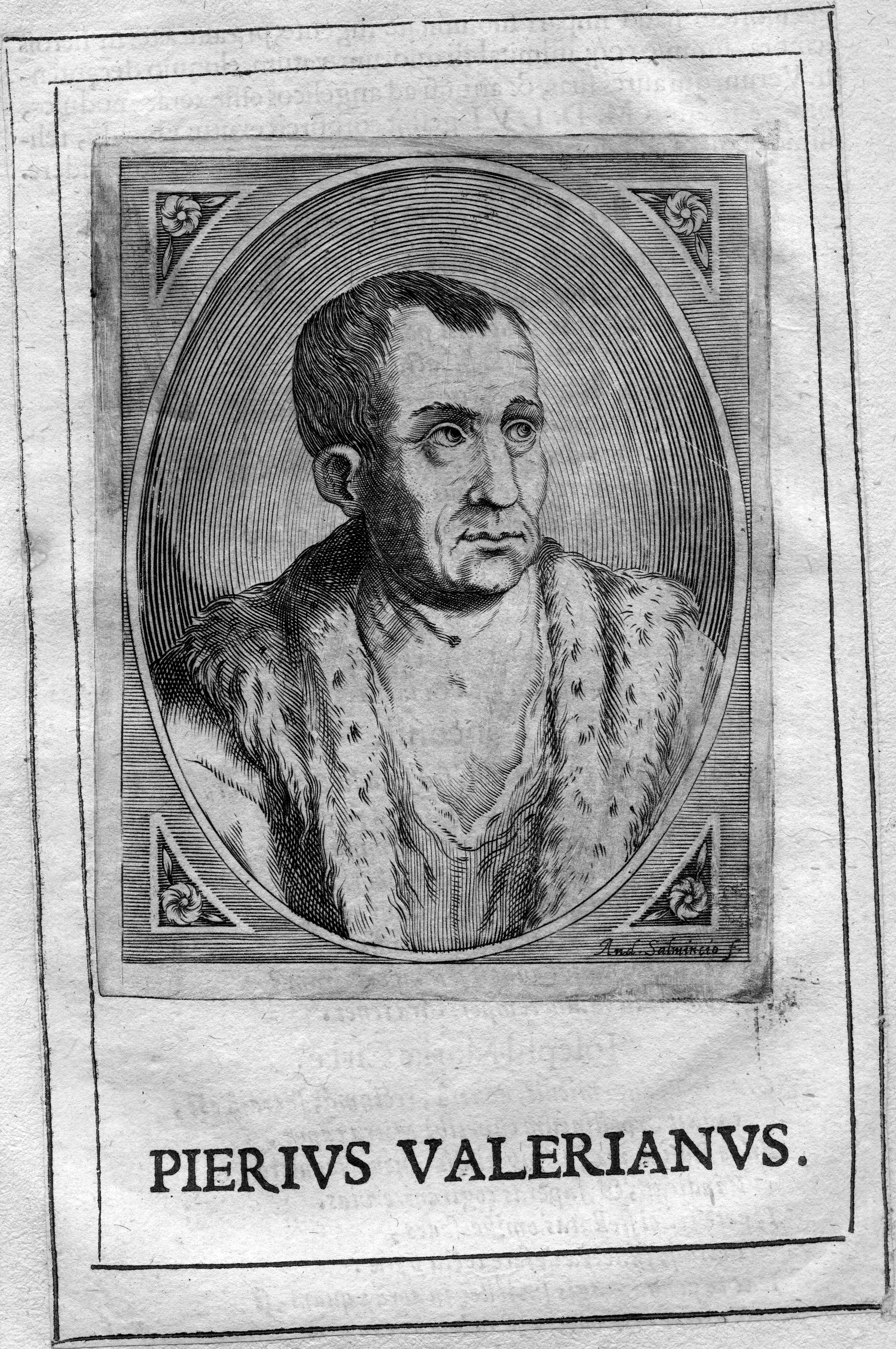

Fu allievo di Andrea Giovanni Lascaris.

## Biografia
Nato da Lorenzo Dalle Fosse, fabbro, e da Domenica Ballerini, proveniva da una famiglia di artigiani originari di Bolzano, villaggio nei pressi di Belluno (da cui l'epiteto "Bolzanio"). Non erano dunque nobili le sue origini, sebbene con lo pseudonimo di Pierio Valeriano, adottato nel 1523 su consiglio di Marcantonio Sabellico, volesse sostenere una discendenza illustre dai romani Valeriani, citati su alcune epigrafi da lui scoperte.
Dopo la morte del padre, nel 1486, la famiglia si trovò in gravi condizioni economiche e il giovane Valeriano poté proseguire gli studi al prezzo di grandi sacrifici. Dapprima fu allievo di Giosippo Faustino, ma fondamentale fu l'interessamento dello zio Urbano Dalle Fosse, che lo volle con sé a Venezia (1493); qui gestiva una scuola di lingua greca e collaborava con l'editore Aldo Manuzio.
Giunto in seguito a Roma, Bolzanio fu assunto nella corte papale e ottenne la cattedra d'eloquenza al Collegio Romano, l'Università del Pontefice. Ordinato in seguito presbitero ottenne una missio canonica  a Belluno. Nel 1527 lasciò tuttavia per sempre la città natale per recarsi a Bologna, poi a Ferrara e infine a Padova dove visse fino alla morte.

## Opere
L'opera principale di Bolzanio sono gli Hieroglyphica, sive de sacris Aegyptiorum aliarumque gentium litteris commentariorum libri LVIII, composti da ben 60 libri ognuno dei quali si occupa della descrizione di un animale di una pianta o di una parte del corpo. In quest'opera Valeriano interpreta i geroglifici egiziani come esprimenti una lingua sapienziale.
Importante anche il suo intervento nell'ambito della questione della lingua con il Dialogo della volgar lingua, legato alla divulgazione delle idee trissiniane. Realizzato non prima del 1524, fu pubblicato postumo nel 1620. Si segnala per la particolare attenzione ai fenomeni dell'oralità. Nello stesso anno sempre postumi furono stampati l'opuscolo L'infelicità dei letterati (De litteratorum infelicitate), scritto nel 1528, e gli Antiquitatum Bellunensium sermones quattuor.

## Edizioni
- Praeludia quaedam: de studior[um] conditione sermo; Epigrammatum lib. I; Odarum alter; Carpionis fabula; Leucippi fabula; Protesilaus Laodamiae; Vitae suae calamitas; In Fran[cisci] Grittei desiderium nenia, [Venetiis], ex aed. Io. Tacuini edita, 1509 declinante Sextili.
- Castigationes et varietates Virgilianae lectionis, Impressit Romae, Ant. Blades Asulanus, 1521 mense Iunio.
- Ioannis Pierii Valeriani Amores, Venezia 1524 e 1549.
- Ioannis Pierii Valeriani Poemata, Basileae: Robert Winter 1538.
- Pierii Valeriani Amorum libri V. Appendix ex praeludiis castigatior. Amicitia Romana. Carpionis fabula. Protesialaos Laodamiae respon. Leucippi fabula lib. unus, Venezia: Gabriel Giolittus de Ferrariis 1549.
- Hexametri odae et epigrammata, Venetijs, apud Gabrielem Iolitum de Ferrariis et fratres, 1550.
- Hieroglyphica, sive De sacris Aegyptiorum literis commentarii, Basileae, [Michael Isengrin], 1556.
- Dialogo della volgar lingua, Non prima uscito in luce, In Venetia, nella stamperia di Gio. Battista Ciotti, 1620.
- De litteratorum infelicitate, libri duo […], Nunc primum e bibliotheca Lolliniana in lucem edita, Venetiis, apud Iacobum Sarzinam, 1620.
  -  Il Contarino ossia L'infelicità dei letterati, in La infelicità dei letterati ed Appendice di Cornelio Tollio, Traduzione dal latino. Aggiuntovi altro dialogo originale del Valeriano sulle lingue volgari ed un capitolo di Cornelio Castaldi contro i petrarchisti con note storiche e filologiche, Milano, Tipogr. Malatesta di C. Tinelli e C., 1829,  pp. 21-197.
  -  L'infelicità dei letterati, traduzione di Aniello Di Mauro, introduzione, commento e cura di Bruno Basile, Napoli, La scuola di Pitagora, 2010, ISBN 978-88-6542-006-5.
- Antiquitatum Bellunensium, sermones quattuor, Nunc primum e bibliotheca Lolliniana in lucem edita, Venetiis, apud Iacobum Sarzinam, 1620.